# 佩卡·瓦萨拉
佩卡·安特罗·瓦萨拉（芬蘭語：Pekka Antero Vasala，1948年4月17日—），芬兰前男子中跑运动员，他曾获得1972年夏季奥运会田径比赛男子1500米金牌。他也参加了1968年夏季奥运会，结果在第一轮被淘汰。